# 鷹月助教授の淫靡な日々
『鷹月助教授の淫靡な日々』（たかつきじょきょうじゅのいんびなひび）は、艶々（原案：山咲まさと）による日本の漫画。『漫画アクション』（双葉社）にて2000年10月17日号から2002年6月4日号まで連載された。単行本は同社アクションコミックスより全6巻。
関連作品として『鷹月助教授の淫靡な日々 浸潤の媚貌』（ - しんじゅんのびぼう）がある。

## 概要
アメリカ帰りの美貌の才媛鷹月弥生の平凡な日々が、男子学生に弱みを持たれたことにより肉体関係を結び、肉欲に塗れていくミステリー仕立てのエロティックサスペンス。

## 第1話あらすじ
大学の助教授になった鷹月弥生は、多くの学生の憧れでミスキャンパスの如月愛子とその恋人の鮫島とすれ違う。実は、鮫島と愛子は恋人同士ではなく、主人と性奴隷の関係であり、鷹月の研究室になる予定の空き部屋で、性行為に勤しんでいた。
しかも、鮫島は、愛子だけでなく、鷹月も自分の女にできないかと企んでいた。

## 登場人物
鷹月 弥生（たかつき やよい）
アメリカ帰りの才女。アメリカ滞在中に引き抜きで経済学部の助教授に抜擢され、張り切る。テレビ番組への出演も多く、「鉄の女」と言われるほど身持ちの堅い女性。
鮫島（さめじま）
鷹月ゼミの副ゼミ長。表向きは真面目で地味な存在であり、周りから「愛子とは不釣合い」と言われているが、交際を続けている。
如月 愛子（きさらぎ あいこ）
鷹月ゼミのゼミ長で、生徒からの尊敬と信頼が厚いミスキャンパス。表向きでは高飛車な性格だが、実は鮫島の性奴隷であり、彼と2人きりのときはアナルセックスやスカトロといった過激な性行為を行うこともある。
大野 龍吾（おおの りゅうご）
経済学部部長。専門は国際経済学。鷹月の直属の上司。新設される鷹月ゼミのために、如月と鮫島をゼミ幹事に指名した。

## 書籍情報
- 艶々、原案：山咲まさと『鷹月助教授の淫靡な日々』双葉社〈アクションコミックス〉 全6巻
  1. 2001年5月28日発行、ISBN 9784575825633。
  2. 2001年9月28日発行、ISBN 9784575825978。
  3. 2001年11月27日発行、ISBN 9784575826180。
  4. 2002年2月28日発行、ISBN 9784575826456。
  5. 2002年6月28日発行、ISBN 9784575826906。
  6. 2002年9月28日発行、ISBN 9784575827286。

- 艶々『鷹月助教授の淫靡な日々 浸潤の媚貌』エンジェル出版〈エンジェルコミックス〉 単巻 ※成年コミック
  1. 2002年2月18日発行、ISBN 9784873061252。